# Woodleigh
Woodleigh – wieś i civil parish w Anglii, w Devon, w dystrykcie South Hams. W 2011 civil parish liczyła 171 mieszkańców. Woodleigh jest wspomniana w Domesday Book (1086) jako Odelie.